# Козацькі пісні Дніпропетровщини
Козацькі пісні Дніпропетровщини, або «козацькі пісні» — явище виконання степових пісенних творів (українських козацьких пісень) у Дніпропетровській області, внесене до Списку нематеріальної культурної спадщини, що потребує негайної охорони.

## Характеристика

### Козацькі пісні
Козацькі пісні — традиція чоловічого співу, притаманного запорожцям.
Козацькі протяжні пісні виконуються без супроводу музичних інструментів, зазвичай гуртом. Ці пісні належали й до репертуару кобзарів-бандуристів. Однак традиція виконання пісень під супровід бандури, яка побутувала у Нікопольському районі ще у 1980-х роках, остаточно зникла. Для будови козацької пісні властивий сольний заспів («заводити») та сольний верхній голос («виводити» або «тягти»).
Степовий спів — розлогий, розкладений на вісім голосів. Але гуртова частина козацької пісні зазвичай має триголосу або чотириголосну будову, коли додається імітація чоловічої партії («басити»).
До «козацьких пісен» відносять:
- пісні про козацькі походи (наприклад, «Ой, гук, мати, гук» із с.Капулівка Нікопольського району),
- пісні про козацьких ватажків (пісня про козацького полковника Данила Нечая «Ой з-за гори та ще й з-за лиману» з м. Жовті Води),
- козацьку лірику («Із-за гір, з-за гір» із м. Підгородне),
- козацький романс («Ішов козак з Дону» із с. Великомихайлівка Покровського району),
- пісні про стосунки між козаком і дівчиною («Садом-садом, пшениченька ланом» із смт. Межова Межівського району).[4]

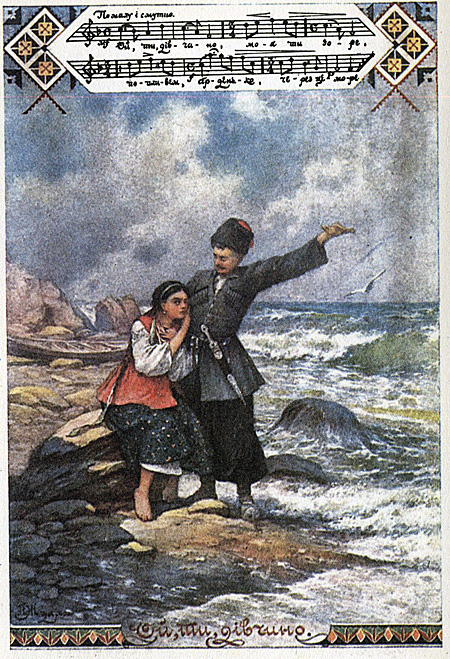
Козацька пісня «Ой, ти, дівчино, моя ти зоре». Листівка Амвросія Ждахи 1911—1914 років

Проте не всі пісні, в яких співається про козаків, є козацькими піснями. До козацької тематики зверталися автори пісень, що створені в роки боротьби за незалежність України 1917—1921 років, наприклад, пісні «Їхав козак на війноньку» або «Стоїть козак на чорній кручі».
Сучасні пісні виконуються по селах, але виконавці старшого віку зневажливо відносяться до цих пісень, називаючи їх «триндичками» (наприклад, у селі Кочережки Павлоградського району).

### Опис
Музичній мові козацьких пісень властива розлогість мелодії, протяжність кожної музичної фрази (народні виконавці з села Капулівка Нікопольського району називають такого типу пісню «затяжна»), помітне тривання в часі кожного музичного фрагменту, навіть окремих звуків; текст пісні часто «губиться» у мелодійних розспівах окремих складів; зустрічається, як художній прийом, недоспівування окремих слів з одночасним початком іншої музичної фрази. Під час виконання зосереджений пісень виконавцям властивий самозаглиблений, стан, наближений до молитви-медитації. Козацькі пісні виконуються без супроводу музичних інструментів, зазвичай гуртом. Виключення становлять пісні, що належать до репертуару кобзарів-бандуристів, які виконуються соло, найчастіше під супровід бандури. Залишки кобзарської побутової традиції зустрічалися у Нікопольському районі ще на межі 1980-1990-х років, але згодом за відсутності спадкоємності явище майже вичерпано.
Для будови гуртової козацької пісні властивий сольний заспів та сольний верхній голос. Ці функції народні виконавці, відповідно, називають дієсловами «заводити» та «виводити» («тягти»). Під впливом діяльності народних хорів верхній голос може виконувати група осіб (як, наприклад, у фольклорному ансамблі «Знахідка» з міста Жовті Води). Це призводить до спрощення мелодії верхнього голосу, втрати виконавської індивідуальності. Гуртова частина пісні зазвичай має триголосу будову (сольний верхній голос та гуртові середній і нижній голос). В селі Богуслав Павлоградського району в деяких піснях жінки додають четвертий, найнижчий голос, який, фактично, є імітацією чоловічої партії («басити»).
Козацькі пісні виконуються зазвичай голосним насиченим звуком із формуванням його у грудній клітині, а манера виконання є спільною як для чоловіків, так і для жінок.
На початку ХХІ сторіччя козацькі пісні частіше виконують самі жінки, рідше трапляються змішані гурти. Гуртовий чоловічий спів є реліктовим явищем, хоча за згадками жінок, чия юність припала на першу половину XX століття, гуртовий чоловічий спів раніше був надзвичайно поширеним явищем. Востаннє зразки чоловічого гуртового співу зафіксовані у 2000 році у селі Гаврилівка Покровського району керівником фольклорного ансамблю «Буття» (місто Київ) Бутом Олегом Васильовичем та на початку 2000-х років фольклористами Дніпропетровського національного університету імені Олеся Гончара у селі Новов'язівок Юр'ївського району та селі Піщанка Новомосковського району.

### Носії

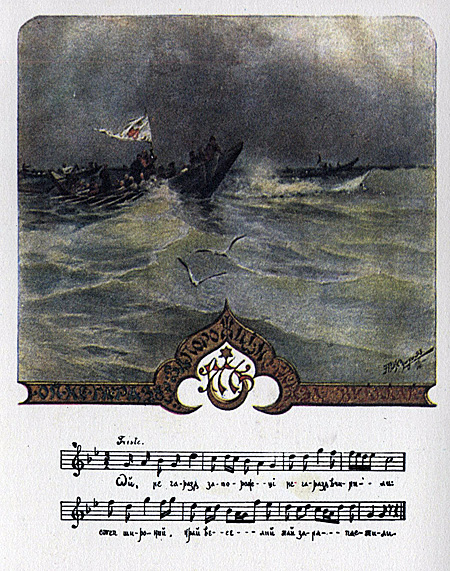
Козацька пісня «Ой, не гаразд запорожці». Листівка Амвросія Ждахи 1911—1914 років

Носії «Козацьких пісень Дніпропетровщини» не становлять якоїсь однієї громади. Умовно вони об'єднанні у три групи:
1. Фольклорні аматорські колективи, як, наприклад, ансамбль «Знахідка» у місті Жовті Води, ансамбль «Криниця» у місті Підгородне Дніпровського району, ансамблі «Першоцвіт» та «Богуславочка» у селі Богуслав і Вербки Павлоградського району.
2. Окремі особи, які не беруть участі у художніх колективах, наприклад, станом на 2014 рік такими були Анна Михайлівна Должанська, 1918 року народження з селища Межова Межівського району; Катерина Григорівна Скиба, 1929 року народження з села Красний Під Широківського району.
3. Неформальні гурти, які збираються при нагоді (у вихідний, свято, просто поспівати коло хати), наприклад, гурт у селі Капулівка Нікопольського району у складі: Федоренко Надія Семенівна, 1927 року народження, Іванчура Марія Кіндратівна, 1934 року народження, Біляєва Ольга Григорівна, 1930 року народженн.
Водночас традиція «перебуває під загрозою у зв'язку з віком виконавців і відсутністю наставників для підготовки нових поколінь».
Марія Заугольна, учасниця фольклорно-етнографічного ансамблю «Криниця», зізналася, що гурт тримається винятково на ентузіазмі літніх жінок. Народний спів поступово вмирає: молодь ним не цікавиться:
| «Ми росли — ці пісні звучали. Тоді гульня яка була в Підгородньому: виряджають хлопця в армію — збираються і три, і п’ять вулиць. Вранці йдемо, проводжаємо, плачемо й співаємо. І зараз, коли кажуть: «та то старі щось собі там «мелять», стає дуже боляче. Молоді не хочуть співати. Ми набирали діток, щоб вчити співу, то вони не схотіли. Бо співати народну пісню треба спокійно, скромно, красиво одягнувшись, не виставляючи на показ, що треба і що не треба».[5] | Нині у «Криниці» вже є послідовники - гурт «Криниченька». А міська рада м. Підгородного прийняла місцеву програму, де передбачені заходи із збереження пісень.  Аналогічні гурти-послідовники є й у Павлоградському районі - ансамбль «Любава», тріо «Лілея» тощо.

### Географічне розташування та зона побутування
Географічно поширення козацьких пісень охоплює майже всю Дніпропетровську область, за винятком сіл, в яких компактно проживають представники інших національностей наприклад росіян, білорусів.
На момент дослідження значні здобутки у збереженні народної пісні, зокрема козацької пісні досягнуті у місті Жовті Води, селах Дебальцеве Васильківського району, с. Інгулець Криворізького району, Гупалівка, Личкове та Могилів Магдалинівському районі; Межова Межівського району; Капулівка Нікопольського району; Голубівка, Піщанка, Івано-Михайлівка Новомосковського району; Кочережки, Богуслав, Межиріч, В'язівок Павлоградського району; Олексіївка, Катеринівка, Велика Михайлівка, Гаврилівка, Романки Покровського району; Калинівка, Сурсько-Михайлівка, хутір Гроза, селище Солоне Солонянського району; Добра Надія Томаківського району; Турове, Могилів, Цибульківка Царичанського району; Красний Під, Новокурське Широківського району; Новов'язівок Юр'ївського району.
Експедиції, що проведені у 2014 році, виявили такі точки збереження цього елементу — селах Капулівка Нікопольського району, Богуслав Павлоградського району, Красний Під та Новокурське Широківського району, селища Межова Межівського району, містах Жовті Води, Підгородне, селі Сурсько-Михайлівка Солонянського району.
Враховуючи, що покозачення України розпочалося саме з Нижньої Наддніпрянщини (останні п'ять Запорізьких Січей, з 1581 по 1775 роки, розташовувалися на території нинішньої Дніпропетровської області), козацькі пісні, що побутували на цій території, також занесені і в інші місцевості України, натомість там вони набули інших рис та характеру. Крім того, з'ясування стану їхнього побутування зараз, вимагає проведення відповідних досліджень.

### Дослідження
Вивченням козацьких пісень під час фольклорних експедицій займалися науково-дослідна лабораторія фольклору, народних говорів і літератури Нижньої Наддніпрянщини Дніпропетровського національного університету імені Олеся Гончара та Всеукраїнська асоціація молодих дослідників фольклору під керівництвом Іллі Фетисова Із 2014 року до організації проведення фольклорних експедицій долучилася Дніпропетровська обласна рада, яка сформувала робочу групу куди увійшли фахівці її виконавчого апарату, музикознавці і науковці ДНУ, історичного музею, представник асоціації молодих дослідників фольклору. За підтримки місцевих громад робочою групою було досліджено більше 15 населених пунктів, зібрано велику кількість фото, аудіо та відеоматеріалу, оцифровано аудіозаписи виконавців козацьких пісень, зібраних під час роботи лабораторії фольклору ДНУ, яка на жаль на той час припинила свою діяльність. За результатами зібраного матеріалу було підготовлено та подано на розгляд Мінкультури Украіни облікову картку елементу «Козацькі пісні Дніпропетровщини» для включення до Національного переліку елементів НКС. Було з’ясовано, що виконавці цих пісень досить похилого віку, відсутня достатня кількість іх носіїв, майже відсутня преємність поколінь, такі пісні непопулярні серед населення Дніпропетровщини. Керівництвом облради на підставі зібраних аналітичних висновків було прийнято рішення продовжувати дослідження й фольклорні експедиції, та збирати матеріал для підготовки Номінаційного досьє з метою подачі документів на розгляд ЮНЕСКО і включення козацьких пісень Дніпропетровщини до списку елементів, що потребують термінової охорони. У номінаційне досьє було включено інформацію про три гурти, які на думку музикознавців зберегли манеру виконання цих пісень - гурт «Криниця» з міста Підгородного Дніпровського району, гурти «Першоцвіт» та «Богуславочка» з Павлоградського району. У 2014 році номінаційне досьє було подано Дніпропетровською облрадою до Мінкульту Украіни, та після проходження всіх необхідних процедур через МЗС Украіни - на розгляд ЮНЕСКО. У 2015 році робота з дослідження козацьких пісень також продовжувалася. До неі тепер долучилися обласні комунальні заклади культури - Дніпропетровська академія музики імені Глінки, де з цією метою створено Лабораторію фольклору та етнографії, Кам‘янський та Криворізький музичні коледжі. У всіх закладах створено музичні гурти, що вивчали манеру виконання козацьких пісень у іх носіїв, і вже співають ці козацькі пісні. Лабораторія фольклору та етнографії академії ім. Глінки продовжує роботу з дослідження пісень, займається науковою роботою, розробкою й випуском методичної літератури, щорічно проводить фольклорні експедиції, популяризує цю пісню. Дніпропетровська обласна рада є координатором виконання заходів і заходів із охорони, виявлення, збереження та популяризації козацьких пісень Дніпропетровщини.

### Охорона

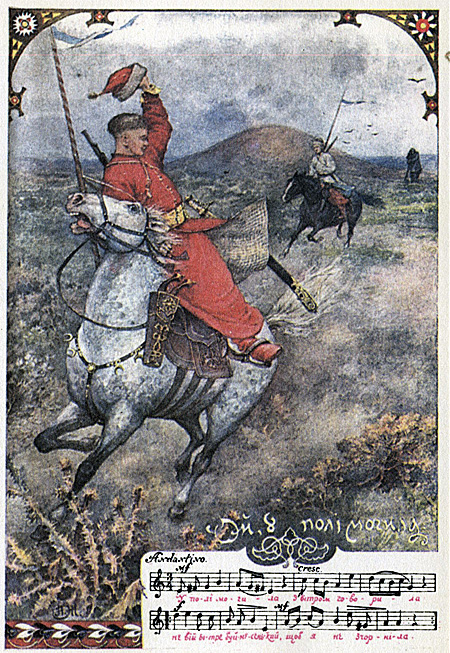
Козацька пісня «Ой, у полі могила». Листівка Амвросія Ждахи 1911—1914 років

На даний момент проводиться фіксація пісень за участю науковців дослідників українського фольклору лабораторії фольклору та етнографії Дніпропетровської академії музики ім. Глінки. На регіональному рівні влади України Дніпропетровською обласною радою запроваджена Програма збереження та розвитку об'єктів культурної і природної спадщини, розташованих на території Дніпропетровської області, на 2014—2019 роки, яку продовжено до 2025 року.. Відбувається оцифрування та розпізнання записів попередніх років. Проводяться консультації з експертами, носіями елементу «Козацькі пісні Дніпропетровщини» (в тому числі з керівниками фольклорних колективів, що презентують козацькі пісні Дніпропетровщини), та зацікавленими установами й організаціями метою котрих є передача козацьких пісень Дніпропетровщини молодшому поколінню.  Обласна рада та адміністрація проводять численні форуми, фестивалі, «круглі столи», майстер- класи з виконання пісень, семінари-практикуми, займаються підготовкою, випуском та розповсюдженням інформаційних буклетів, календарів, книг з аудіодисками тощо. З 2017 року започатковано щорічний фестиваль «Козацькі пісні Дніпропетровщини». Дніпропетровська музична академія ім. Глінки проводить щорічні семінари-практикуми для викладачів музичних шкіл міста та вчителів музики, музичні і наукові конференції, обласна рада - семінари-практикуми для викладачів музики та шкіл естетичного виховання тощо. З 2019 року функціонують сторінка у соцмережі ФБ та сайт «Козацькі пісні Дніпропетровщини»..

## Список нематеріальної культурної спадщини

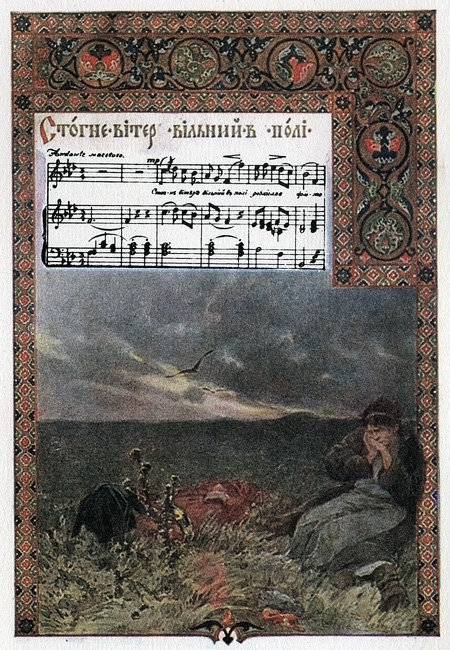
Козацька пісня «Стогне вітер вільний в полі». Листівка Амвросія Ждахи 1911—1914 років

2014 року в Дніпропетровській області за ініціативи Дніпропетровської обласної ради робоча група за участю музикознавців, науковців, дослідників, фахівців облради розпочала формування номінаційного досьє для внесення козацьких пісень Дніпропетровщини до списку елементів НКС, що потребують термінової охорони ЮНЕСКО.
29 листопада 2016 року Комітет з охорони нематеріальної культурної спадщини ЮНЕСКО включив козацькі пісні Дніпропетровської області до Списку елементів нематеріальної культурної спадщини, які потребують термінової охорони. Як повідомляє Комітет, ці твори «співаються в козацьких громадах регіону та розповідають про трагедію війн й особисті переживання воїнів-козаків. Пісні підтримують духовні зв'язки з минулим, але можуть носити також розважальний характер» .